# Vocha

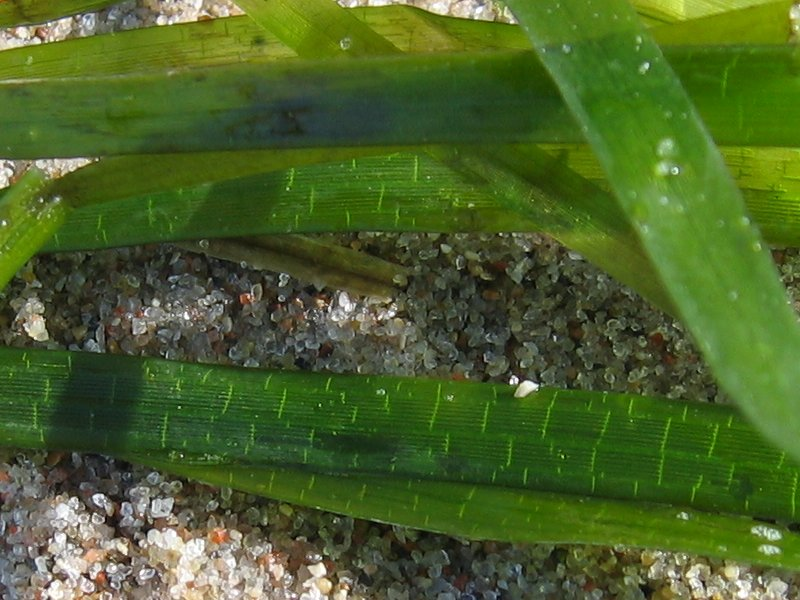
Detail listů vochy mořské

Vocha (Zostera) je rod jednoděložných rostlin z čeledi vochovité (Zosteraceae). Zahrnuje 12 druhů mořských bylin, rozšířených podél pobřeží zejména v mírném podnebném pásu. Vochy mají dlouhé pentlicovité listy a nenápadná palicovitá květenství bezobalných květů. Podél evropského pobřeží je rozšířena vocha mořská, která je příležitostně používána jako vycpávkový materiál. Je to důležitá součást mořských ekosystémů. V Evropě rostou ještě další 2 druhy.

## Popis
Vochy jsou vytrvalé nebo výjimečně jednoleté mořské byliny, kořenící ve dně. Oddenky jsou monopodiálně větvené. Listy jsou střídavé, dlouze čárkovité, přisedlé, s paralelní žilnatinou tvořenou 3 až 11 žilkami. Listy jsou celokrajné nebo výjimečně na okraji nepatrně zoubkaté. Na bázi listů je tenká až poněkud kožovitá pochva, která je buď vytrvalá nebo se postupně rozpadá na vláknité svazky.
Rostliny jsou jednodomé. Květenství jsou ponořená, palicovitá, úžlabní, přisedlá, se zploštělým vřetenem. Květy jsou drobné, jednopohlavné a bezobalné. V samčích květech je jediná tyčinka, samičí květy obsahují jeden semeník s krátkou čnělkou zakončenou 2 nitkovitými nebo šídlovitými bliznami. Plodem je vejcovitá nebo elipsoidní nažka.
Vochám jsou poněkud podobné jiné mořské rostliny s pentlicovitými listy, posidonie. Evropská Posidonia oceanica se od vochy liší zejména oddenky pokrytými zbytky odumřelých listů. Listy vyrůstají z oddenků v trsech po několika, kdežto u vochy mořské jsou střídavé.

## Rozšíření
Rod vocha zahrnuje 11 nebo 12 druhů. Je rozšířen podél pobřeží zejména v mírném pásu severní i jižní polokoule, řidčeji i v tropech a subtropech. Žádný druh se nevyskytuje současně na severní i jižní polokouli. Vocha mořská je rozšířena v Evropě, severní Africe, Asii i Severní Americe. Z Evropy jsou udávány 3 druhy. Velký areál rozšíření, zahrnující všechna evropská moře, zde mají druhy vocha mořská a vocha Zostera noltii. Třetí druh, Zostera angustifolia, se vyskytuje podél západního evropského pobřeží. Na jižní polokouli se vochy vyskytují podél východního pobřeží Afriky, v Austrálii a na Novém Zélandu.
V roce 2009 byl popsán nový druh z Chile pod názvem Zostera chilensis, ve fylogenetické studii z roku 2013 byl však ztotožněn s australským druhem Zostera nigricaulis a je považován za druh který byl do Jižní Ameriky zavlečen v celkem nedávné době.

## Taxonomie
Rod Zostera je členěn na 2 podrody. Podrod Zosterella (7 nebo 8 druhů) je zastoupen na severní i jižní polokouli, podrod Zostera (4 druhy) je omezen výlučně na severní část severní polokoule.
Pojetí rodu Zostera není zcela ustálené, některé druhy jsou některými taxonomy oddělovány do samostatného rodu Nanozostera, příp. je rod Heterozostera slučován s rodem Zostera nebo vřazen do rodu Nanozostera.

## Zástupci
- vocha mořská (Zostera marina)

## Význam
Vocha mořská je používána jako výborný vycpávkový materiál, známý pod názvem mořská tráva. Dříve se s ní vycpávaly i matrace a postele. Je to důležitý druh z hlediska stability mořských ekosystémů.